# ライディッヒ細胞

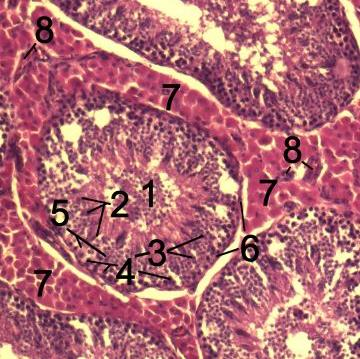
ブタ精巣の顕微鏡画像。
1 - 曲精細管の管腔
2 - 精子細胞
3 - 精母細胞
4 - 精原細胞
5 - セルトリ細胞
6 - 筋線維芽細胞
7 - ライディッヒ細胞
8 - 毛細血管

ライディッヒ細胞（ライディッヒさいぼう、英: Leydig cell）は、精巣の精細管の付近に認められる細胞。ライディッヒの間質細胞（ライディッヒのかんしつさいぼう）とも呼ばれる。
テストステロンを放出することが可能であり、神経と密接な関係がある。また、小嚢に囲まれた核と顆粒状の好酸性細胞質を持つ。

## 命名
ドイツの解剖学者フランツ・ライディッヒにより、1850年に発見・命名された。

## 機能
アンドロゲンを放出するライディッヒ細胞は、下垂体ホルモンである黄体形成ホルモン (LH) の刺激により、テストステロン、アンドロステンジオン、デヒドロエピアンドロステロン (DHEA) を放出する。LHはコレステロール側鎖切断酵素（コレステロールからプレグネノロンへの変化を補助する酵素）を増加させ、ライディッヒ細胞によるテストステロンの合成・分泌を促す。卵胞刺激ホルモン (FSH) はライディッヒ細胞で発現しているLHレセプターの数を増加させることにより、ライディッヒ細胞のLH感受性を高める。プロラクチン (PRL)は、ライディッヒ細胞に発現するLH受容体の数を増やすことにより、LHに対するライディッヒ細胞の応答を高める。

## 加齢とステロイド産生
男性において、精巣のテストステロン産生細胞であるライディッヒ細胞によるテストステロン産生の能力は加齢とともに低下し、骨粗鬆症、筋肉量の減少、性欲減退、気分の変化など、多くの潜在的な悪影響をもたらすが、テストステロン濃度が年齢とともに減少するメカニズムは依然不明である。一方で、ライディッヒ細胞をステロイド産生の「冬眠」状態にすることにより、常に老化に伴うライディッヒ細胞のテストステロン産生の低下は起こらず、人間のホルモン避妊薬が同じように機能する場合、後年のテストステロンの減少による悪影響が遅延または防止される可能性がある。また、ステロイド産生の副産物として産生される活性酸素種が、ステロイド産生経路の重要な構成要素に損傷を与え、テストステロン産生の減少の原因となっている可能性がある。

## 超微細構造
ライディッヒ細胞は丸い小胞状の核をもち、脂肪滴を含む多角形の好酸性細胞である。細胞質は滑面小胞体に富んでいるため、好酸性を示す。しばしば、リポフスチン色素と棒状の結晶様構造（ラインケ晶質）が見つかる。

## 発生
ライディッヒ細胞は妊娠16週から20週にかけて形成されるが、思春期になるまでは無活動状態である。

## 画像

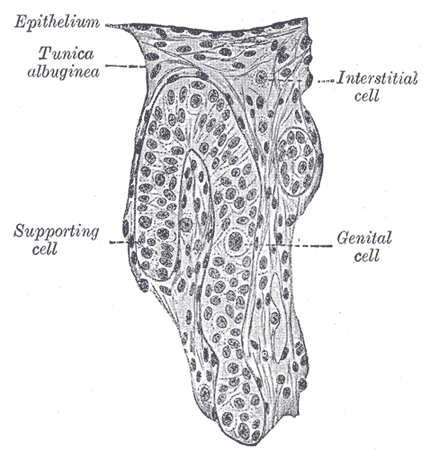
ヒト胚芽（体長3.5cm時）の精巣生殖索の断面